# Heliura phaeosoma
Heliura phaeosoma là một loài bướm đêm thuộc phân họ Arctiinae, họ Erebidae.